# Chek
Chek (ook wel verkocht als River of Dreams en de Spaanstalige equivalent Rio de Sueños) is een frisdrank-huismerk dat exclusief wordt verkocht door de Amerikaanse supermarktketen Winn-Dixie. De naam "Chek" refereert aan het vinkje in het logo van Winn-Dixie.
Alle Chek-dranken worden geproduceerd door Deep South Bottling in het stadje Fitzgerald (Georgia). De meeste varianten worden verkocht in 2-literflessen en in 12-packs blikjes met een inhoud van 12 ounce (ongeveer 0,355 liter).
In 2002 werd de "Rio de Sueños"-lijn toegevoegd met smaken die aan zouden slaan bij de Hispanic klanten. De teksten op de flessen zijn zowel in het Spaans als in het Engels. Het assortiment is qua aantal smaken een van de grootste dat door een bedrijf wordt geproduceerd. Hieronder een selectie van enkele van deze smaken:

## Chek-smaken
- Cola (plus cafeïnevrij, light en cafeïnevrije light)
- Vanillecola (plus light)
- Cherry-cola (plus light)
- Lime-cola (alleen verkrijgbaar als light)
- Lemon-Lime (ook als light)
- Ginger ale (plus light)
- Tonic
- Koolzuurhoudend bronwater
- Sinas (plus light)
- Aardbei (plus light)
- Perzik
- Dr. Chek (namaak-Dr Pepper) (plus light)

## Rio de Sueños-smaken
- Sandia
- Piña Colada
- Champagne
- Mango

3ES Cola · Afri-Cola · Alter Cola · Amrat Cola · Apotekarnes Cola · Arab Cola · Barr Cola · Beuk Cola · Big Cola · Boylan Cane Cola · Breizh Cola · Bubba Cola · C&C Cola · Campa Cola · Cat Cola · Chat Cola · Chek Cola · Chero-Cola · China Cola · Chtilà Cola · Classic Cola · Club Cola · Coca-Cola · Cola Turka · Cole Cold · Corsica Cola · Count Cola · Cricket Cola · Cuba Cola · Diet Rite Cola · Dixi Cola · Double Cola · El Ché Cola · Elsass Cola · Evoca Cola · Fada Cola · Faygo Cola · Feichang Cola · First Choice Cola · Freeway Cola · Frescolita · fritz-kola · Fruti Kola · Fukola Cola · Future Cola · Fuji-Cola · Herschi Cola · Highway Cola · Icy-Cola · Imazighen Cola · Inca Kola · Isaac Kola · Jolly Cola · Jolt Cola · Just Cola · KasKol · Kiri · Kitty Kola · Kofola · Kola Real · Kola Román · Kola Shaler · Kristal Kola · LA Ice Cola · Libella · Like Cola · Master Choice · Moxie · Mecca-Cola · Muslim Up · Odina · OK Cola · OpenCola · Parsi Cola · Pepsi Cola · Perú Cola · Polo-Cockta · Pop Cola · Pran Cola · Premium-Cola · President's Choice Cola · Qibla Cola · R.C. Cola · Raak Cola · Raak Kindercola · Red Kola · Reyna Kola · Ritchie Cola · River Cola · Rola Cola · Royal Crown Cola · Sam's Choice Cola · Salva Cola · Honey Saps Cola · Schweppes Cola · Shasta Cola · Sinalco Cola · Sugar Cane Cola · TaB Cola · Thums Up · Tropicola · tuKola · Ubuntu Cola · Ugarit Cola · Uludağ Cola · Virgin Cola · Vita Cola · Viva Cola · XL Cola · Zam Zam Cola · Zelal Cola · ZOOB Cola